# Roshown McLeod
Roshown McLeod (Jersey City, 17 novembre 1975) è un ex cestista e allenatore di pallacanestro statunitense, professionista nella NBA.

## Carriera
È stato selezionato dagli Atlanta Hawks al primo giro del Draft NBA 1998 (20ª scelta assoluta).

## Statistiche

### College
| Anno      | Squadra             | PG  | PT | MP   | TC%  | 3P%  | TL%  | RP  | AP  | PRP | SP  | PP   |
| --------- | ------------------- | --- | -- | ---- | ---- | ---- | ---- | --- | --- | --- | --- | ---- |
| 1993-1994 | St. John's R. Storm | 29  | 5  | 18,7 | 43,0 | 0,0  | 73,6 | 3,8 | 1,2 | 0,9 | 0,4 | 6,7  |
| 1994-1995 | St. John's R. Storm | 28  | 1  | 20,1 | 48,0 | 33,3 | 71,0 | 4,3 | 1,1 | 0,6 | 0,7 | 7,8  |
| 1996-1997 | Duke Blue Devils    | 33  | 30 | 24,2 | 49,0 | 37,5 | 79,4 | 5,3 | 0,9 | 0,9 | 1,0 | 11,9 |
| 1997-1998 | Duke Blue Devils    | 36  | 27 | 23,7 | 49,4 | 41,1 | 70,6 | 5,6 | 1,4 | 1,2 | 0,7 | 15,3 |
| Carriera  | Carriera            | 126 | 63 | 21,9 | 47,9 | 38,3 | 73,5 | 4,8 | 1,1 | 0,9 | 0,7 | 10,7 |

### NBA

#### Regular Season
| Anno      | Squadra            | PG  | PT | MP   | TC%  | 3P%  | TL%  | RP  | AP  | PRP | SP  | PP  |
| --------- | ------------------ | --- | -- | ---- | ---- | ---- | ---- | --- | --- | --- | --- | --- |
| 1998-1999 | Atlanta Hawks      | 34  | 0  | 10,2 | 38,0 | 10,0 | 82,2 | 1,5 | 0,4 | 0,1 | 0,0 | 4,8 |
| 1999-2000 | Atlanta Hawks      | 44  | 20 | 19,5 | 39,5 | 15,4 | 77,1 | 3,1 | 1,2 | 0,4 | 0,1 | 7,2 |
| 2000-2001 | Atlanta Hawks      | 34  | 25 | 26,7 | 43,6 | 9,5  | 88,2 | 3,5 | 1,7 | 0,7 | 0,2 | 9,9 |
| 2000-2001 | Philadelphia 76ers | 1   | 0  | 15,0 | 50,0 | 0,0  | -    | 2,0 | 0,0 | 0,0 | 0,0 | 2,0 |
| Carriera  | Carriera           | 113 | 45 | 18,8 | 40,9 | 11,1 | 81,9 | 2,7 | 1,1 | 0,4 | 0,1 | 7,2 |

#### Playoffs
| Anno     | Squadra       | PG | PT | MP  | TC%  | 3P% | TL% | RP  | AP  | PRP | SP  | PP  |
| -------- | ------------- | -- | -- | --- | ---- | --- | --- | --- | --- | --- | --- | --- |
| 1999     | Atlanta Hawks | 6  | 0  | 8,2 | 52,4 | -   | 100 | 0,5 | 0,2 | 0,2 | 0,2 | 4,3 |
| Carriera | Carriera      | 6  | 0  | 8,2 | 52,4 | -   | 100 | 0,5 | 0,2 | 0,2 | 0,2 | 4,3 |